# العنصرية في أستراليا

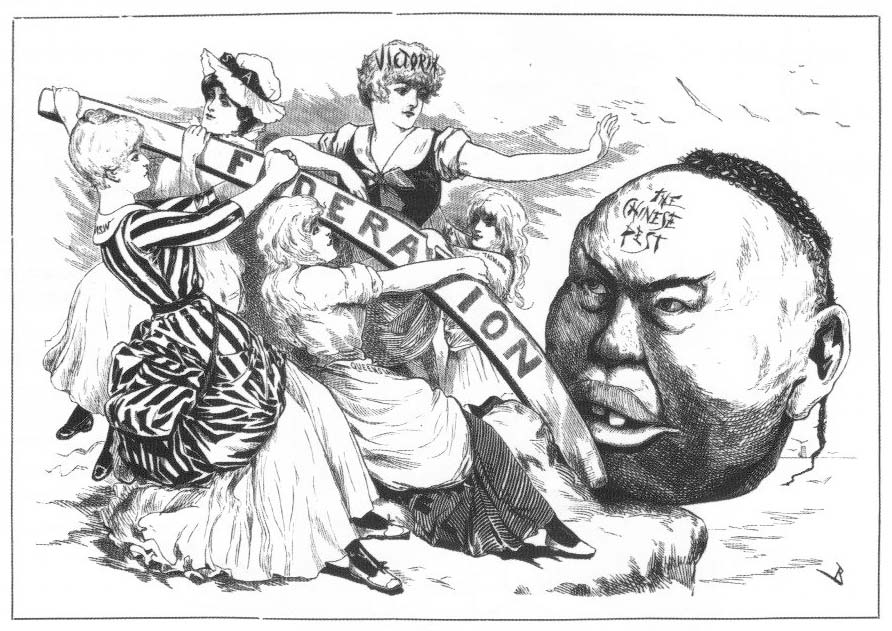
كارتون مناهض للهجرة مع فيكتوريا تحث الاتحاد الأسترالي على تخليص نفسه من "الآفة الصينية" 1888

يُقصد من عنوان العنصرية في أستراليا تتبع مواقف المجتمع العنصرية التاريخية والمعاصرة، وكذلك تتبع عدم الامتثال السياسي والإهمال الحكومي لمعايير الأمم المتحدة لحقوق الإنسان، وتتبع الحوادث العنصرية التي وقعت في أستراليا. أستراليا المعاصرة هي نتاج الشعوب الأصلية في أستراليا جنبًا إلى جنب مع موجات متعددة من الهجرة، معظمها من المملكة المتحدة وأيرلندا.
تحظر القوانين التمييز العنصري وغيره من أشكال التمييز وتحمي حرية الاعتقاد. يشير التحليل الديمغرافي إلى ارتفاع مستوى الزواج في ما بين الإثنيات: وفقًا للتعداد السكاني في أستراليا، فإن غالبية الأستراليين، من السكان الأصليين، شاركوا غير الأصليين من سكان أستراليا، وأن غالبية الجيل الثالث من الأستراليين، الذين لا يتحدثون الإنجليزية، شاركوا أشخاص من أصل إثني مختلف (تشاركت الأغلبية مع أشخاص من أصل أنغلو-سلتيك، الذين يشكلون أغلبية المجموعة الإثنية في أستراليا). في عام 2009، كان نحو 25.6% من السكان المقيمين في أستراليا مولودين في الخارج.
انتزعت بريطانيا في عام 1788 ملكية أراضي سكان أستراليا الأصليين، الذين عاشوا في أستراليا أكثر من 65,000 سنة على الأقل قبل وصول المستوطنين البريطانيين إليها في عام 1788، وذلك بعد إعلان بريطانيا أن شرق أستراليا ملك لها استنادًا إلى مبدأ الأرض المباحة، وهو المبدأ الذي فقد مصداقيته حاليًا. في البداية، حُرم الأستراليون الأصليون في معظم الولايات من حقوق المواطنة الكاملة للأمة الجديدة على أساس عرقهم واستُحدثت قوانين تقييدية للهجرة لتفضيل المهاجرين الأوروبيين البيض على الأستراليين. في العقود الأولى من فترة ما بعد الحرب، أُلغيت القوانين التمييزية ضد السكان الأصليين والهجرة المتعددة الأعراق. أُجري استفتاء عام 1967 بشأن حقوق السكان الأصليين بموافقة أكثر من 90% من الناخبين. أدت الإصلاحات القانونية، التي حدثت منذ سبعينيات القرن العشرين، والتي حصل عليها السكان الأصليون وسكان جزر مضيق توريس، إلى استعادة حقوق السكان الأصليين في الأرض بموجب القانون الأسترالي، وذلك بعد 200 سنة من وصول الأسطول الأول. في أوائل القرن الحادي والعشرين، كان الأستراليون الأصليون يمثلون حوالي 2.5% من السكان، ويمتلكون نحو 20% من مجموع الأراضي، ولكن أغلبها في صحراء وسط أستراليا غير المأهولة بدلًا من السواحل الغنية بالموارد. أدى التركيز المكثف على تأثير السياسات التاريخية، مثل إبعاد أطفال السكان الأصليين ذوي الأصول العرقية المختلطة عن آبائهم الأصليين، إلى تقديم اعتذار برلماني ثنائي الحزب إلى السكان الأصليين في عام 2008. قوبل الاعتذار ببعض الجدل نظرًا لرفض رئيس الوزراء السابق جون هوارد الاعتذار نيابة عن الحكومة الأسترالية وعدم مشاركة بعض السياسيين المحافظين بمن فيهم بيتر داتون. لا تزال المؤشرات الصحية للسكان الأصليين أقل من المؤشرات الصحية للفئات الإثنية الأخرى في أستراليا، تُعد قضية المؤشرات الصحية هي أيضًا موضوع نقاش سياسي.
اتُبعت سياسات التعددية الثقافية في فترة ما بعد الحرب، فازدادت، في بدابة الأمر، الهجرة من أوروبا الشرقية والجنوبية، ثم بعد ذلك من آسيا وأفريقيا، زيادة كبيرة. تحظر التشريعات، بما فيها قانون التمييز العنصري لعام 1975، وقانون الكومنولث للكراهية العنصرية (1995)، وقانون لجنة حقوق الإنسان وتكافؤ الفرص (1986)، التمييز العنصري في المجال العام في أستراليا. في العقود الأخيرة، حظيت الأحزاب السياسية المناهضة للهجرة، مثل حزب الأمة الواحدة، على تغطية إعلامية واسعة النطاق، ولكن الدعم الانتخابي الهامشي والحكومات المتعاقبة حافظت على برامج هجرة كبيرة متعددة الأعراق. كما هو الحال في دول غربية أخرى، ساهمت التوترات التي أعقبت أحداث 11 سبتمبر 2001، وتفجيرات بالي عام 2002، على يد متطرفين مسلمين في توتر العلاقات العرقية في بعض المجتمعات المحلية الأسترالية. كانت إحدى النتائج الملحوظة هي أعمال الشغب العرقية التي شهدتها منطقة كرونولا عام 2005، والتي شهدت استهداف الآلاف من الأستراليين الأنغلو-ساكسونيين للأشخاص ذوي المظهر الشرقي أوسطي في جنوب شرق سيدني.

## سكان أستراليا الأصليون
عاش سكان أستراليا الأصليون، الذين يتألفون من الأبوريجينيين وسكان جزر مضيق توريس، في أستراليا لأكثر من 65,000 سنة، وذلك قبل وصول المستوطنين البريطانيين في عام 1788. شهد استعمار أستراليا وتحوّلها إلى دولة حديثة تمييزًا عنصريًا صريحًا وضمنيًا ضد سكان أستراليا الأصليين.
لا يزال سكان أستراليا الأصليون يخضعون لسياسات حكومية ومواقف مجتمعية عنصرية. تأكد استمرار مواقف المجتمعات العنصرية تجاه السكان الأصليين سواء من خلال الدراسات الاستقصائية لسكان أستراليا الأصليين أو من خلال الإفشاء الذاتي عن المواقف العنصرية من جانب الأستراليين غير الأصليين.
منذ عام 2007، اعتُبرت سياسة الحكومة على أنها عنصرية، بما في ذلك الاستجابة الوطنية للطوارئ في الإقليم الشمالي، بسبب فشلها في إصدار إدانة واحدة بالاعتداء على الأطفال، وفشلها في توفير بطاقات رعاية غير نقدية، التي جُربت حصرًا في مجتمعات السكان الأصليين، وفشلها في تطوير برنامج التنمية المجتمعية، الذي فرض على المشاركين من السكان الأصليين غرامات مالية أعلى بكثير من المشاركين من غير السكان الأصليين في مخططات العمل مقابل الإعانة، وبسبب دعواتها إلى إغلاق مجتمعات السكان الأصليين النائية، وذلك على الرغم من إعلان الأمم المتحدة بشأن حقوق الشعوب الأصلية الذي يلزم الحكومات بتيسير حقوق الشعوب الأصلية في العيش على الأراضي التقليدية.
في عام 2016، تبين أن مداهمات الشرطة وسلوكها في جزيرة بالم، عقب وفاة معتقل في الحجز، قد انتهكا قانون التمييز العنصري لعام 1975، مع تسوية دعوى جماعية قياسية بقيمة 30 مليون دولار مُنحت للضحايا في مايو 2018. اكتشفت المحكمة أن المداهمات كانت «عنصرية» و«غير ضرورية وغير متكافئة»، إذ «تصرفت الشرطة بهذه الطرق لأنها كانت تتعامل مع مجتمع من السكان الأصليين».

## العنصرية أثناء جائحة كوفيد-19
تسببت جائحة كوفيد-19 العالمية إلى وقوع عدد من الهجمات ذات الدوافع العنصرية، سواء لفظيًا أو جسديًا، على المجتمع الآسيوي في أستراليا، إذ نُشرت العديد من الاعتداءات المصورة على مواقع التواصل الاجتماعي الشهيرة. أشارت المفوضية الأسترالية لحقوق الإنسان إلى أن ربع التقارير المقدمة حتى مارس/ أبريل 2020 تتعلق بالعنصرية المتصلة بفيروس كورونا المستجد. أفاد عدة أشخاص تعرضهم للتمييز بسبب إرثهم الآسيوي.